# 외스테로케르시

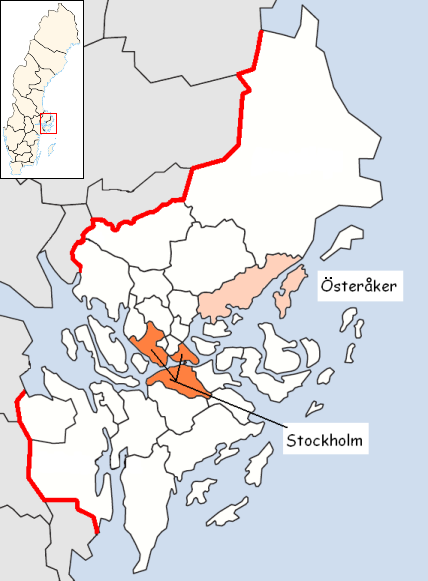
외스테로케르 시의 위치

외스테로케르시(스웨덴어: Österåkers kommun)는 스웨덴 스톡홀름주에 위치한 지방 자치체로 행정 중심지는 오케르스베리아이며 면적은 554.46km2, 인구는 43,293명(2016년 12월 31일 기준), 인구 밀도는 78명/km2이다.

시 문장